# Burmagomphus bashanensis
Burmagomphus bashanensis är en trollsländeart som beskrevs av Yang och Li 1994. Burmagomphus bashanensis ingår i släktet Burmagomphus och familjen flodtrollsländor. Inga underarter finns listade i Catalogue of Life.